# Henri Bersier
Pour les articles homonymes, voir Bersier.
Henri Bersier, né le 17 mai 1870 à Payerne et mort le 15 juin 1941 à Lausanne, est un bibliothécaire et une personnalité politique vaudois, membre du Parti radical.

## Biographie
Henri Bersier fait ses études à l'Université de Lausanne où il obtient une licence ès sciences (1892). 
Il commence par enseigner au collège de Payerne (1889-1898), à l'école de commerce et au gymnase de Lausanne, puis entre en 1898 à la Bibliothèque cantonale et universitaire de Lausanne qu'il quittera en 1914. Président du parti radical vaudois (1898-1917), secrétaire du PRD suisse (1911-1914), conseiller communal (législatif) (1911-1912), puis municipal à Lausanne (1913-1918), il est élu député au Grand Conseil vaudois (1917-1929), ainsi qu'au Conseil national (1917-1924).
Membre de nombreux conseils d'administration et de plusieurs institutions de bienfaisance, il est notamment sous-directeur de l'Office fédéral du ravitaillement à Berne (1918), directeur de la Société suisse de surveillance (1918-1920), directeur de l'Assurance mutuelle vaudoise (1920-1924), de la Banque cantonale vaudoise (1924-1936) et vice-président de la Banque nationale suisse. Membre de la société Helvétia.

## Sources
- « Henri Bersier », sur la base de données des personnalités vaudoises sur la plateforme « Patrinum » de la Bibliothèque cantonale et universitaire de Lausanne.
- Sabine Carruzzo-Frey, « Henri Bersier » dans le Dictionnaire historique de la Suisse en ligne. - cette notice contient cependant une erreur sur le fait que Bersier ait été directeur de la BCU (erreur inspirée de E. Gruner L'assemblée fédérale suisse, p. 773-4)
- DHBS, vol 1. p. 198 photographie H. Gross, Lausanne Patrie suisse, 1906, no 321, p. 5-8